# Symbolisme des pierres
 (août 2013).
 (juillet 2009).
Si vous disposez d'ouvrages ou d'articles de référence ou si vous connaissez des sites web de qualité traitant du thème abordé ici, merci de compléter l'article en donnant les références utiles à sa vérifiabilité et en les liant à la section « Notes et références ».
Le symbolisme des pierres concerne les pierres dans leur capacité à désigner, à signifier, voire à exercer une influence en tant que symbole. La pierre en général a son symbolisme (elle représente la solidité, la durée), et aussi chaque pierre a son symbolisme (le cristal représente la pureté, le marbre l'éternité). Sous peine de délire ou d'arbitraire, la symbolique de la pierre reste dans le cadre du règne minéral et tient compte des caractéristiques de la pierre : c'est une "matière minérale solide plus ou moins dure qu'on rencontre en masses compactes à la surface et à l'intérieur du sol".

## Distinctions
On peut classer les pierres selon divers critères : couleur, dureté, origine géographique, usage, etc. Pierre taillée ou pierre brute ; pierres précieuses, fines ou translucides. Les quatre pierres dites « précieuses » (ou pierreries) sont le diamant, l'émeraude, le rubis et le saphir ; les pierres dites « fines » ou encore « semi-précieuses » ou « transparentes » sont l'aigue-marine, l'améthyste, la citrine, la cordiérite, le cristal de roche, la géode, le grenat, le péridot, la tanzanite, la topaze, la tourmaline, le zircon. Les gemmes regroupent pierres précieuses et pierres fines. Les pierres « translucides » ou « ornementales » sont l'agate, l'azurite, le jade, le jaspe, la cornaline, la malachite, la turquoise… La liste des roches est immense ; celles qui prêtent le plus à symbolisme sont l'argile, la craie, le granite, le marbre, l'obsidienne, le sable, le tuf volcanique.

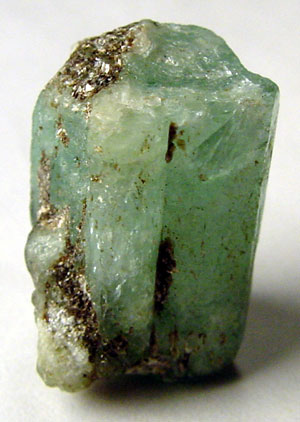
Émeraude brute
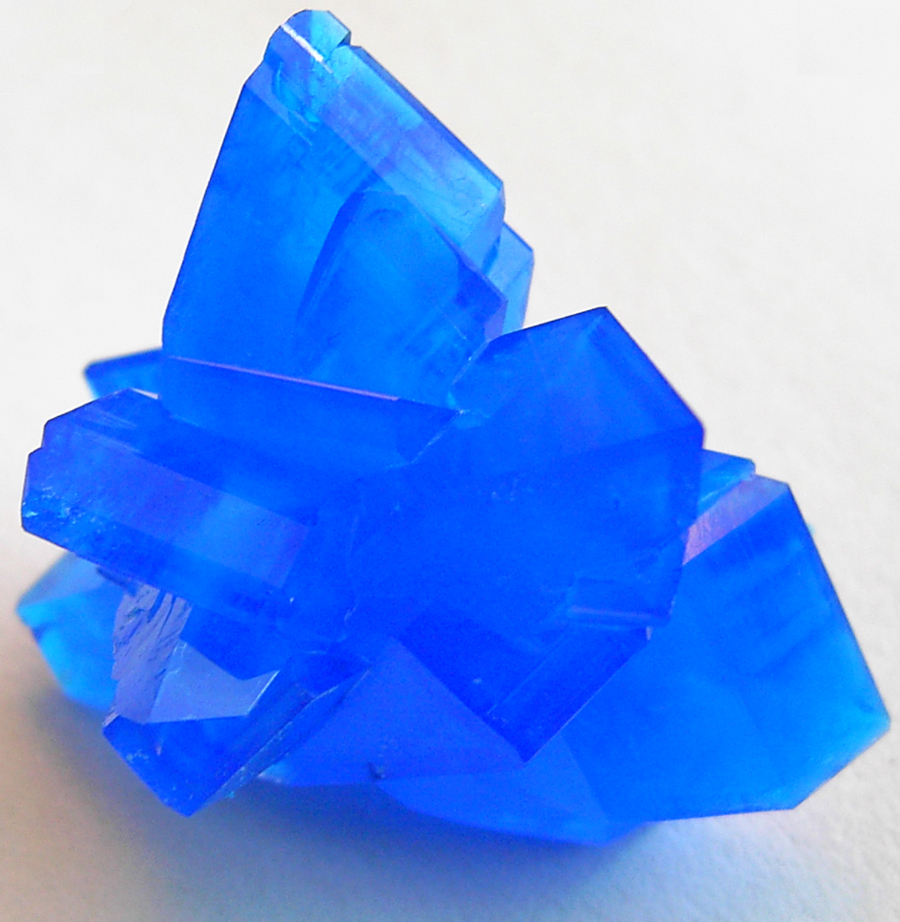
Cristal de sulfate de cuivre hydraté

Symbole, symbolique, symbolisme, symbologie. Symbolique et symbolisme sont liés. 1) "Le symbole est un signe concret évoquant par un rapport naturel quelque chose d'absent ou d'impossible à percevoir" (André Lalande, Vocabulaire technique et critique de la philosophie). 2) Le symbolisme des pierres concerne d'une part leur capacité à signifier, peut-être à agir, influencer, activer, d'autre part leur statut à être interprétées. 3) La symbolique des pierres concerne le système signifiant des pierres : d'une part, elles forment ensemble un système, un tout, un ensemble, un complexe, d'autre part, chacune entre dans un réseau (chacune appelle son opposé, son proche, etc.). 4) La symbologie est la théorie : histoire, usages, valeurs...
Syntaxe, sémantique, pragmatique. L'approche sémiotique, depuis Charles W. Morris, examine trois points de vue, qui peuvent s'appliquer aux pierres : 1) la syntaxe (les rapports entre pierres), 2) la sémantique (le sens des pierres, ce qu'elles désignent indirectement, par analogie naturelle) [soit relation signifiant/signifié, soit relation signe/référent], 3) la pragmatique (l'utilisation symbolique des pierres dans une situation de communication).
Les auteurs de lapidaires mêlent ces divers niveaux, les propriétés attestées comme les vertus supposées, la réalité et le symbole, les observations et les croyances. Marbode de Rennes, vers 1090 , dit ceci du cristal :
"Le cristal est de la glace durcie pendant de nombreuses années. Selon l’avis de certains savants qui ont écrit en ce sens, elle conserve le froid et la couleur de son origine. D’autres le nient et tiennent pour assuré qu’en de nombreuses parties du monde naît du cristal que n’a jamais touché aucune force de froideur ni aucun hiver glacé ; mais voici qui doit être établi aux yeux de tous et ne doit être mis en doute par personne : cette pierre, soumise au soleil, engendre du feu et enflamme habituellement l’amadou qu’on lui présente. Mélangée à du miel, elle est donnée aux mères qui allaitent : grâce à cette boisson, croit-on, les seins se remplissent de lait."

## Le système des pierres
Une symbolique implique un système, c'est-à-dire une complexité variée (elle comporte plusieurs éléments), interactive (ses éléments agissent les uns sur les autres), organisée (elle obéit à un ordre, tel que succession, priorité), totale (quand on modifie un élément les autres sont modifiés) et finalisée (elle vise un but, en général la signification). Les pierres forment système. Par exemple, l'Inca portait un collier d'émeraudes et des pendentifs, composé de deux pierres précieuses, complémentaires, symboles du Soleil et de la Lune.

## Analogies et correspondances; synesthésies
- Voir : Analogies et correspondances.

Pour saisir le symbolisme d'une pierre, il est souvent pertinent de noter les correspondances établies ou les synesthésies ressenties.
Pierres et astres, du moins ceux qui intéressent les astrologues. Selon les astrologues et les alchimistes, depuis la Mésopotamie, chaque planète est en corrélation avec une pierre. À partir de Apocalypse XX, les correspondances classiques avec les Signes du Zodiaque sont : jaspe/Bélier, saphir/Taureau, calcédoine/Gémeaux, émeraude/Cancer, sardoine/Vierge, chrysolithe/Balance, béryl/Scorpion, topaze/Sagittaire, chrysoprase/Capricorne, hyacinthe/Verseau, améthyste/Poisson. Dans l'astrologie hindoue, on relève ces correspondances avec les planètes : rubis/Soleil, perle/Lune, corail/mars, émeraude/Mercure, topaze/Jupiter, diamant/Vénus, saphir/Saturne, zircon/Râhu, chrysobéryl/Ketu.
Pierres et couleurs. On peut associer les pierres sous la catégorie du rouge (rubis, grenat, jaspe rouge, hématite, etc.), du vert...

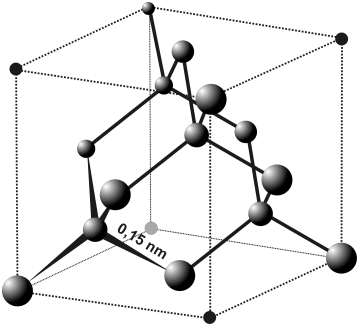
Maille cubique du diamant

Pierres et figures géométriques ou nombres. Le système cristallin de la fluorite, du grenat, de la pyrite est cubique ; celui de l'aigue-marine, du béryl, de l’émeraude est hexagonal. Le diamant est cubique.
Pierres et métaux. Un « lapidaire astrologique » grec, dont la première mention serait à trouver dans le Damigéron-Evax, donne les correspondances entre métaux, pierres et signes zodiacaux.
| Métal ou divinité           | Pierre précieuse | Signe zodiacal |
| --------------------------- | ---------------- | -------------- |
| Mercure ou vif argent noble | diamant          | Gémeaux        |
| vif-argent vulgaire         | cristal de roche | Vierge         |
| mars (fer)                  | rubis            | Bélier         |
| Vénus (Cuivre)              | émeraude         | Taureau        |
| Jupiter (étain)             | topaze           | Sagittaire     |
| Saturne (plomb)             | grenat           | Capricorne     |
| Lune/ Séléna (argent)       | saphir           | Cancer         |

## Techniques de décodage
Il y a deux degrés dans l'art de décoder (identifier et interpréter) les symboles, leur code : le déchiffrage et le décryptage. Quand on déchiffre, on connaît le code ; quand on décrypte : on ne le connaît pas. Un code, pour les pierres, peut être leur couleur.
- Première technique : répertorier les objets faits de telle pierre. Qu'est-ce qui est fait en cristal de roche (pointes paléolithiques, crânes humains ornementaux, prismes, etc.) ? et quels sont le ou les points communs ?
- Deuxième technique : examiner les rapports avec les autres pierres. À quelle pierre tel objet est-il opposé, auquel est-il accouplé, auquel est-il similaire ?
- Troisième technique : quel effet produit psychologiquement et physiquement telle pierre ?
- Quatrième technique : que disent les traditions (proverbes, mythes, contes, etc.) et les idéologues (philosophes, théologiens, iconographes, etc.) ?
- Cinquième technique : relever les caractéristiques. Le cristal de roche est dur, transparent, etc. ; s'il est transparent, il peut, par analogie, symboliser la transparence d'esprit, dont la vérité, la sincérité.

## Les pierres et les religions
- Le mégalithisme relève-t-il d'une religion ? Rien n'est sûr. En Europe de l'Ouest, l’origine du mouvement mégalithique coïncide avec les premières constructions de la côte est de l’Atlantique (Tumulus de Bougon, Cairn de Barnenez...). Ces constructions extrêmement nombreuses datent généralement du néolithique ou du chalcolithique (4 700 à 1 500 av. J.-C.), par exemple Stonehenge. Les alignements de Carnac datent d'environ 4 000 av. J.-C.[6].
- Dans le judaïsme, le texte de référence porte sur le pectoral du Sacrificateur : Exode, XXVIII, 15-21.

"15. Tu feras le pectoral du jugement, artistement travaillé ; tu le feras du même travail que l’éphod, tu le feras d’or, de fil bleu, pourpre et cramoisi, et de fin lin retors.
16. Il sera carré et double ; sa longueur sera d’un empan, et sa largeur d’un empan.
17. Tu y enchâsseras une garniture de pierres, quatre rangées de pierres : première rangée, une sardoine, une topaze, une émeraude ;
18. seconde rangée, une escarboucle, un saphir, un diamant ;
19. troisième rangée, une opale, une agate, une améthyste ;
20. quatrième rangée, une chrysolithe, un onyx, un jaspe. Ces pierres seront enchâssées dans leurs montures d’or.
21. Il y en aura douze, d’après les noms des fils d’Israël ; elles seront gravées comme des cachets, chacune avec le nom de l’une des douze tribus."
En 1937, la guilde des orfèvres de Grande-Bretagne a fait établir par des astrologues-conseils les correspondances entre pierres et tribus d’Israël : Rangée I : sardoine = Lévi ; topaze = Siméon ; émeraude = Ruben ; II : grenat = Nephtali ; saphir = Dan ; diamant = Juda ; III : opale = Issachar, agate = Aser ; améthyste = Gad ; IVe rangée du pectoral : chrysolite = Benjamin ; onyx = Joseph ; jape = Zabulon.
Dans le christianisme, le texte de référence porte sur la Jérusalem céleste, il figure dans l'Apocalypse, XXI, 10-21.
"10. Il me transporta en esprit sur une grande et haute montagne ; et il me montra la sainte cité de Jérusalem qui descendait du ciel d'auprès de Dieu.
11. Illuminée de la clarté de Dieu (c) : sa lumière était semblable à une pierre précieuse, telle qu'une pierre de jaspe transparente comme du cristal.
12. Elle avait une grande et haute muraille et douze portes, et douze anges aux portes, et des noms écrits, qui étaient les noms des douze tribus des enfants d'Israël.
13. Il y avait trois de ces portes à l'Orient, trois au Septentrion, trois au Midi et trois à l'Occident.
14. La muraille de la ville avait douze fondements, où étaient les douze noms des douze apôtres de l'Agneau (a).
15. Celui qui me parlait, avait une canne d'or pour mesurer la ville, les portes et la muraille.
16. La ville était bâtie en carré, aussi longue que large. Il mesura la ville avec sa canne d'or, jusqu'à l'étendue de douze mille stades ; et sa longueur, sa largeur et sa hauteur sont égales.
17. Il en mesura aussi la muraille, qui était de cent quarante-quatre coudées de mesure d'homme, qui était celle de l'ange.
18. La muraille était bâtie de pierre de jaspe ; mais la ville était d'un or pur, semblable à du verre très-clair.
19. Les fondements de la muraille de la ville étaient ornés de toutes sortes de pierres précieuses. Le premier fondement était de jaspe, le second de saphir, le troisième de calcédoine, le quatrième d'émeraude.
20. Le cinquième de sardonix, le sixième de sardoine, le septième de chrysolite, le huitième de béril, le neuvième de topaze, le dixième de chrysoprase, l'onzième d'hyacinthe, le douzième d'améthyste.
21. Les douze portes étaient de douze perles; et chaque porte était faite de chaque perle ; et la place de la ville était d'un or pur comme du verre transparent."
Dans l'islam, la Pierre noire était scellée au coin de la Ka'ba dans le temple de La Mecque bien avant l'islam. C'était une idole particulière car « tombé du paradis » sous forme, dit-on, d'une météorite ou un bétyle.
Dans le bouddhisme, on peut retenir le jardin zen, lieu de méditation pour les moines, d'où la présence de pierres plates sur lesquelles on pouvait s'asseoir.

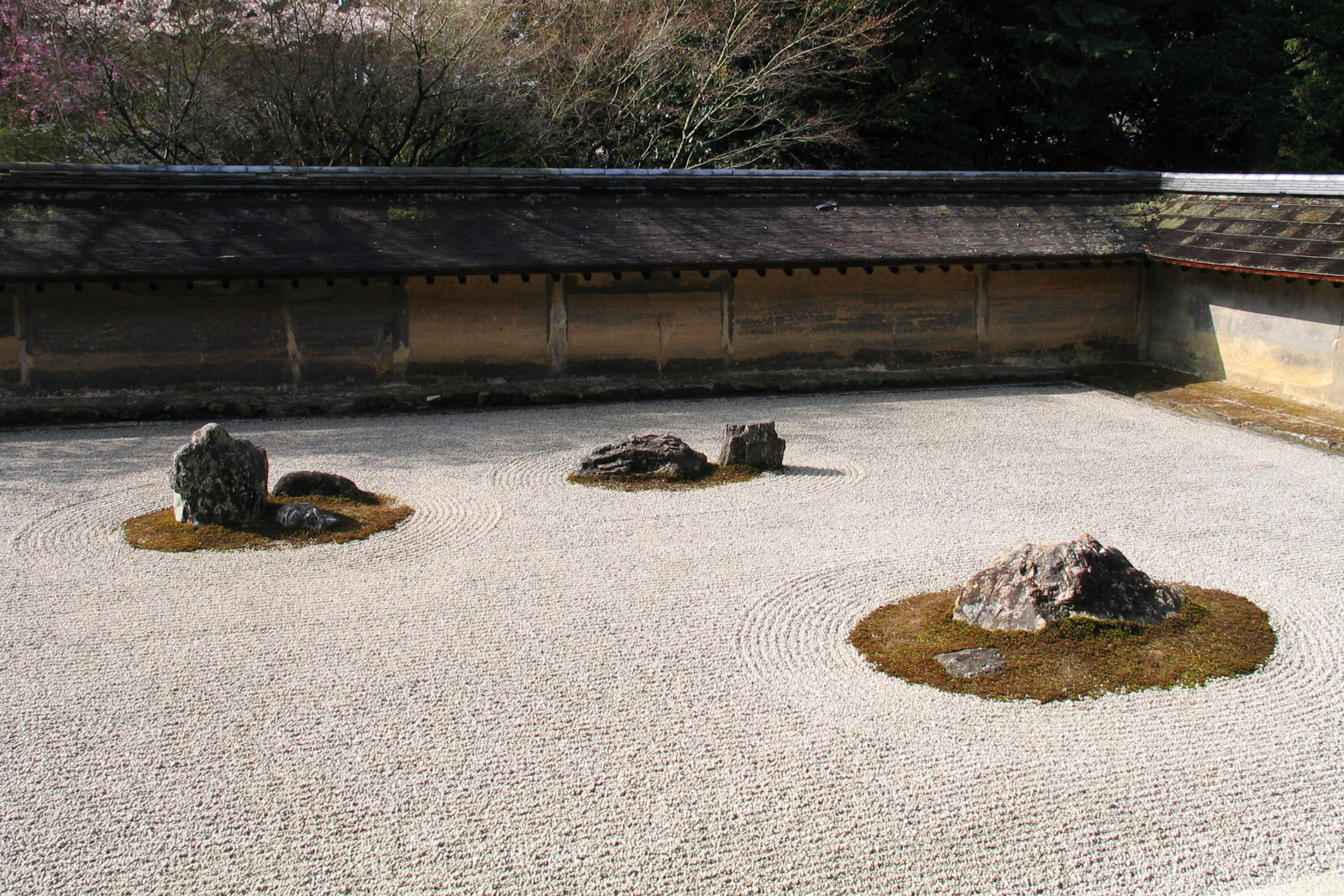
Le jardin sec de Ryoan-ji

## Les pierres selon la franc-maçonnerie
"En Maçonnerie, on utilise symboliquement la pierre angulaire, la pierre brute, la pierre taillée sous ses deux formes (la pierre cubique et la pierre cubique à pointe), la pierre plate ou d'angle. Pierre angulaire : elle a été empruntée à la symbolique chrétienne (Luc, XX, 17) ; cette notion de pierre angulaire se trouve dans le texte même des Constitutions d'Anderson, sous sa forme cape stone ; l'auteur y affirme que l'Amour fraternel est la pierre angulaire de cette ancienne fraternité. Pierre brute : le nouveau Maçon est une pierre brute qu'il doit travailler de lui-même et sur lui-même. Pierre cubique : c'est l'hexaidie, le Chef-d'œuvre que doit réaliser le Compagnon. Pierre cubique à pointe : le point central qui réunit les quatre éléments peut symboliser la Quintessence, mais aussi le milieu, le Centre de l'Union."

## Les pierres selon l'ésotérisme

### Les pierres en alchimie
Le but de l'alchimie est de réaliser la pierre philosophale.

### Les pierres en astrologie
On l'a vu, à partir de Apocalypse XX, les correspondances classiques sont : jaspe/Bélier, saphir/Taureau, calcédoine/Gémeaux, émeraude/Cancer, rubis/Lion, sardoine/Vierge, chrysolithe/Balance, béryl/Scorpion, topaze/Sagittaire, chrysoprase/Capricorne, hyacinthe/Verseau, améthyste/Poisson.

### Les pierres pour la divination
Le cas le plus connu reste la voyance sur boule de cristal.